# Поибрене
Поибрене е село в Южна България, отстоящо на 75 km от София. То се намира в община Панагюрище, област Пазарджик.

## География
Село Поибрене се намира в северозападната част на Пазарджишка област, на левия бряг на река Тополница. Землището на селото обхваща 115 000 декара, разположени в Същинска и Ихтиманска Средна гора, разделени от Поибренския пролом. Съседни населени места са: село Оборище (8 km на изток), село Белица (13 km на запад) и село Петрич (14 km на север). Общинският център Панагюрище отстои 18 km на изток.
Името на селото идва от Поибрие – „място по(край) реката“ (Ибър), което е старото име на Марица. От името Иречек допуска, че основателите на сегашното Поибрене са живели първоначално край Марица. Днешната река Ибър, за която се предполага, че е запазила стария хидроним на Марица и река Марица се сливат при днешното с. Радуил. Дотам Ибър е по-дългата река и има по-голям целогодишен отток, като това кара някои автори да твърдят, че древната Хеброс е всъщност днешната р. Ибър, а не реката, която извира от Маричините езера. Въз основа на предание от с. Радуил, Павел Делирадев предполага, че от изоставено село по поречието на р. Ибър са дошли преселниците, основали Поибрене.
През 1948 г. започва строителството на язовир „Тополница“, който се намира непосредствено до селото. Тъй като част от махалите, намиращи се до реката, попадат на неговото дъно, те са изселени.
През 1972 г. непосредствено до селото е открит извор на минерална вода на дълбочина 610 m с температура 42 °C. През 1979 г. в селото е построена минерална баня.

## История
Данни за човешка дейност около село Поибрене има от дълбока древност. Тук е открит женски долмен с погребални дарове. За защита на прохода през Поибренския пролом от вражески нашествия през средновековието са строени „Асеново кале“ и „Шишманово кале“, които и днес местните жители наричат „Градищата“.
Селото вероятно е създадено по време на Османското владичество от жители на околните села и преселници. Османски регистър от 1576 г. не ни дава сведение за съществуването на селото, като са посочени имената на околните села: Белица, Мечка (Оборище), Петрич и Панагюрище. За първи път с. Поибрене се съобщава в турски документ от 1635 г. Данните показват за наличие на чисто българско население. Допуска се, че основателите на Поибрене са живели първоначално по поречието на Марица, като това вероятно са преселници от района на днешното с. Радуил. Краеведи твърдят, че в Поибрене се заселват и преселници от Западна Македония – Дебър, Струга, Прилеп и Костур. Друго сведение твърди, че някои от заселниците са дошли от Пиротско. Около селото възникват 18 махали, като Алачовец, Балчовци, Кайрака, Косевица, Курил, Нивицата, Павел, Поленето, Слатина, Сребриново (Сърбиново), Тропев рът, Шишман и др. По време на османската власт селото е с войнугански статут – не плаща данъци към хазната, но в замяна на това има задължението да охранява прохода. В султанска заповед от времето на голямото раздвижване на балканските християни в годините на войната между Османската империя и т. нар. Свещена лига от 1689 г., се нарежда арестуването на неколцина войнуци от селата Панагюрище, Мечка и Поибрене, които покровителствали и укривали от властта хайдутина Балчо. Левски създава революциовнен комитет в селото. Четници от селото заемат главна роля в Априлското въстание. През войните след освобождението Поибрене дава 176 убити и 18 безследно изчезнали. През 1934 г. жителите на селото са били 4499.
През 1942 г. е построено начално училище. В него дълги години е преподавал даскал Георги Бакърджиев, патриот и просветител.

## Население
Численост на населението според преброяванията през годините:
| \| Година на преброяване \| Численост \| \| --------------------- \| --------- \| \| 1934 \| 1470 \| \| 1946 \| 1578 \| \| 1956 \| 1159 \| \| 1965 \| 1096 \| \| 1975 \| 965 \| \| 1985 \| 908 \| \| 1992 \| 842 \| \| 2001 \| 816 \| \| 2011 \| 776 \| \| 2023 \| 774 \| |           |
| Година на преброяване | Численост |
| 1934 | 1470      |
| 1946 | 1578      |
| 1956 | 1159      |
| 1965 | 1096      |
| 1975 | 965       |
| 1985 | 908       |
| 1992 | 842       |
| 2001 | 816       |
| 2011 | 776       |
| 2023 | 774       |

### Етнически състав

#### Преброяване на населението през 2011 г.
Численост и дял на етническите групи според преброяването на населението през 2011 г.:
|                     | Численост | Дял (в %) |
| Общо                | 776       | 100       |
| Българи             | 327       | 42,13     |
| Турци               | ?         | ?         |
| Цигани              | 24        | 3,09      |
| Други               | –         | –         |
| Не се самоопределят | ?         | ?         |
| Неотговорили        | 422       | 54,38     |

## Обществени институции
- Кметство с телефон и интернет-връэка
- Читалище. Първото читалище в селото е построено през 1885 г. и носи името „Здравец“. Сега читалището се намира в съвременна функционална сграда и носи името „Ванчо Пашов“, участник в комунистическата съпротива. В читалището има библиотека, група за автентичен фолклор и народни танци, кино и театрален салон, интернет.
- Църква, строена през 1830 г. Със сребърния кръст от тази черква свещ. Недельо Иванов освещава знамето, ушито от Райна Княгиня. Кръстът придружава Хвърковатата чета на Георги Бенковски. Поибренсият кръст се съхранява в Историческия музей в Панагюрище.
- Пощенски клон, клон на Банка ДСК
- В училището се обучават 135 деца. В селото има полудневна детска градина с 20 деца.

## Редовни събития
- Празник на селото е Св. Троица – Петдесятница.

## Личности
- Балчо войвода (17 век – 18 век), участник в антиосманското движение по времето на т.нар. Голяма турска война
- Делчо Оливеров (1825 – 1894), български революционер, участник в Априлското въстание
- Вълко Нейчов (1843 – 1912), български общественик и просветен деец
- Ванчо Пашов (1924 - 1943), партизански ятак, убит в полицията
- Илия Кашев (1922 – 1986), началник на УБО
- Пенчо Хаджилуков (1790 – 1876), български дарител и революционер, участник в Априлското въстание, родом от Панагюрище, загинал в селото

## Други
В селото има 3 магазина за хранителни стоки, ресторант с външна тераса, модерен кафе-аперитив, хотел с 20 легла, къщи за гости, минерална баня. Възможност за развиване на селски, балнеологичен и екотуризъм, гъбарство, билкарство, лов и риболов. Ежедневно има 3 автобуса за и от София и 5 пъти за и от Панагюрище.

## Снимки от Поибрене
- Църквата, строена през 1830 г.
- Детайл от стената на църквата
- Кметството
- Паметник на падналите през войните
- Поибренското читалище „Ванчо Пашов“